# Брыкино (Андреевское сельское поселение)
Брыкино — деревня в Судогодском районе Владимирской области России, входит в состав Андреевского сельского поселения.

## География
Деревня расположена в 3 км на восток от центра поселения посёлка Андреево и 23 км на восток от райцентра Судогды.

## История
По государевой грамоте от 1613 года село было дано помещику И. П. Хомякову-Языкову. В писцовых книгах Владимирского уезда 1637—1647 годы село Брыкино значилось за помещиком М. И. Хомяковым—Языковым. Этим помещиком была построена здесь церковь во имя Преображения Господня с приделом Николая Чудотворца, которая и была занесена в патриаршие окладные книги в 1642 году.
В 1714 году в Брыкине была построена новая деревянная церковь, в 1884 году к этой церкви на средства купца Безбородова пристроен был теплый придел. Престолов в церкви было два: главный в честь Преображения Господня, а в приделе теплом во имя святого Николая Чудотворца. Приход состоял из села Брыкина, деревень: Новокубаева, Митина и Преображенского завода. В 1905 году рядом с храмом была построена Спасо-Преображенская часовня. В годы Советской Власти церковь была полностью разрушена.
В конце XIX — начале XX века село входило в состав Ликинской волости Судогодского уезда.
С 1929 года деревня Брыкино в составе Андреевского сельсовета Судогодского района, позднее в составе Ликинского сельсовета.

## Население
| 1859 | 1905 | 1926 | 2002 |
| ---- | ---- | ---- | ---- |
| 241  | 334  | 382  | 55   |

| 1859 | 1905 | 1926 | 2002 | 2010 | 2021 |
| ---- | ---- | ---- | ---- | ---- | ---- |
| 241  | ↗334 | ↗382 | ↘55  | ↘21  | ↗34  |

## Достопримечательности
В деревне имеется Часовня Спаса Преображения (1905)